# Sampaio (Tocantins)
Sampaio é um município brasileiro do estado do Tocantins. Localiza-se a uma latitude 05º 20' 54" sul e a uma longitude 47º 52 '23" oeste, estando a uma altitude de 115 metros. Sua população estimada em 2017 era de 4.579 habitantes. Possui uma área de 222,29 km². Recebeu esse nome por seu primeiro morador que se chamava José Sampaio.
É habitado há muitos anos, e destacam-se como seus pioneiros: Bernardino, Manoel Matos, Maria de Jesus e José Sampaio, e, seu fundador e primeiro líder político, Floriano.
Sua população foi formada, inicialmente, por agricultores, criadores, caçadores e pescadores. Hoje, possui as seguintes atividades econômicas: pecuária, piscicultura, apicultura, extração vegetal e mineral, e, como atividade principal, a agricultura.
Localiza-se à margem esquerda do rio Tocantins, no extremo norte do estado, e limita-se com os municípios de Carrasco, Bonito, Augustinópolis, Praia Norte, e com o estado do Maranhão.
Á categoria de município e distrito com a denominação de Sampaio, denominou-se pela lei estadual nº 10416, de 1 de janeiro de 1988, desmembrado dos municípios de Augustinópolis e São Sebastião do Tocantins. Sede no atual distrito de Sampaio (ex-povoado). Constituído do distrito sede. Instalado em 1 de junho de 1989.
Em divisão territorial datada de 1991, o município é constituído do distrito sede.
Assim permanecendo em divisão territorial datada em 2007.